# Screamin' n' Bleedin'
Screamin' n' Bleedin' è il secondo album degli Angel Witch, pubblicato il 28 settembre 1985.

## Tracce
Tutte le tracce sono composte da Kevin Heybourne
1. "Whose to Blame" - 4:06
2. "Child of the Night" - 3:48
3. "Evil Games" - 4:18
4. "Afraid of the Dark" - 6:03
5. "Screamin' 'n' Bleedin'" - 4:43
6. "Reawakening" - 4:58
7. "Waltz the Night" - 5:59
8. "Goodbye" - 3:44
9. "Fatal Kiss" - 4:42
10. "U.X.V." - 2:08

## Formazione
- Dave Tattum - voce
- Kevin Heybourne - chitarra
- Pete Gordelier - basso
- Dave Hogg - batteria